# Грицук, Игорь Николаевич
И́горь Никола́евич Грицу́к (25 декабря 1916 года, Полоцк — 22 августа 1965 года) — капитан судов Сахалинского государственного морского пароходства Министерства морского флота СССР, в том числе парохода «Азов». Герой Социалистического Труда (1960).

## Биография
Родился в 1916 году в семье служащих в Полоцке. Трудовую деятельность начал юнгой на шхуне «Красный якут». В 1932 году окончил школу. С 1933 года обучался на судоводительном отделении Владивостокского морского техникума, который окончил в 1939 году. Трудился матросом на пароходе «Индигирка», штурманским учеником и 4-м штурманом на пароходе «Анадырь», 3-м штурманом на пароходе «Лозовский». 2-м штурманом на пароходе «Тунгус».
С 1949 года — старший штурман, капитан в Сахалинском пароходстве. В 1952 году назначен капитаном парохода «Азов». Одним из первых в Сахалинском пароходстве начал применять пакетные перевозки грузов. Переоборудовал судно, в результате чего экипаж парохода «Азов» перевёз на Сахалин 60 паровозов за две недели вместо запланированных двух месяцев. За успешное выполнение плановых заданий удостаивался званий «Почётный работник морского флота» (1956) и «Лучший капитан Министерства морского флота» (1958). В 1958 году экипаж судна по итогам Всесоюзного социалистического соревнования занял первое место. С 1959 года — член КПСС.
Указом Президиума Верховного Совета СССР от 3 августа 1960 года «за выдающиеся успехи, достигнутые в деле развития морского транспорта» удостоен звания Героя Социалистического Труда с вручением ордена Ленина и золотой медали Серп и Молот.
С 1960 года — капитан сухогруза «Шантар», годом ранее построенного в Польше. Перегонял его на Дальний Восток. При подходе к одному из портов Прибалтики судно попало в шторм, село на мель и дало трещину. Благодаря умелому командованию Николая Грицука судно было спасено и экипаж избежал гибели.
Скороспостижно скончался 22 августа 1965 года во время исполнения своих обязанностей в ходе одного из рейсов.
Память
После его смерти судно «Шантар» получило название «Капитан Грицук».
Награды
- Герой Социалистического Труда
- Орден Ленина